# Gerhard Trampusch
Gerhard Trampusch (* 11. August 1978 in Hall in Tirol/Österreich) ist ein ehemaliger österreichischer Radsportler.

## Leben
Trampusch war zwischen 1999 und 2011 bei internationalen Radsportteams unter Vertrag. Er gewann je eine Etappe der Österreich-Rundfahrt 2005 und der Bayern-Rundfahrt 2006. Außerdem nahm er an der Tour de France 2002 teil und wurde 63. Beim Giro d’Italia wurde er 41. und 2004 26. Im olympischen Straßenrennen der Olympischen Spiele 2004 wurde er 30.
2007 wechselte Trampusch zum Team Volksbank, wo er Mitte der Saison laut Teamleitung wegen „wiederholt vertragswidrigen Verhaltens“ fristlos gekündigt wurde. Ende der Saison 2011 beendete er seine Karriere als Berufsradfahrer.

## Erfolge
2005
- eine Etappe Österreich-Rundfahrt
- Österreichische Meisterschaft – Straße

2006
- eine Etappe Bayern-Rundfahrt

## Teams
- 1999  Team Gerolsteiner Stagiaire
- 2000–2001 Team Telekom
- 2002 Mapei-QuickStep
- 2003 Team Gerolsteiner
- 2004 Acqua e Sapone
- 2005 Team Akud Arnolds Sicherheit
- 2006 Team Wiesenhof-Akud
- 2007 Team Volksbank (bis 24. Juli)
- 2007 Swiag (ab 1. August)
- 2008 Elk Haus-Simplon
- 2009 Elk Haus
- 2010 ARBÖ Gourmetfein Wels
- 2011 RC ARBÖ Gourmetfein Wels